# Dluhoště
Dluhoště (německy Ottenschlag) je malá vesnice, část obce Benešov nad Černou v okrese Český Krumlov v Jihočeském kraji. Nachází se asi 2,5 kilometru západně od Benešova nad Černou. Dluhoště je také název katastrálního území o rozloze 7,42 km². V katastrálním území Dluhoště leží i Daleké Popelice a Velké Skaliny.

## Historie
První písemná zmínka o vesnici pochází z roku 1488.

## Obyvatelstvo
| Rok            | 1869 | 1880 | 1890 | 1900 | 1910 | 1921 | 1930 | 1950 | 1961 | 1970 | 1980 | 1991 | 2001 | 2011 | 2021 |
| -------------- | ---- | ---- | ---- | ---- | ---- | ---- | ---- | ---- | ---- | ---- | ---- | ---- | ---- | ---- | ---- |
| Počet obyvatel | 230  | 236  | 230  | 231  | 234  | 226  | 172  | 126  | 175  | 88   | 54   | 23   | 38   | 35   | 42   |
| Počet domů     | 44   | 41   | 41   | 40   | 41   | 43   | 44   | 21   | 21   | 16   | 14   | 19   | 20   | 21   | 22   |

## Obecní správa
Při sčítání lidu v letech 1869–1950 Dluhoště byla samostatnou obcí v okrese Kaplice. V letech 1961–1975 byla částí obce Ličov v okrese Český Krumlov. Od 1. ledna 1976 je částí obce Benešov nad Černou v okrese Český Krumlov. V roce 1869 k obci patřil Klení, v letech 1869–1921 Pusté Skaliny a v letech 1869–1950 také Daleké Popelice.